# Campeonato Maranhense de Futebol de 1935
O Campeonato Maranhense de Futebol de 1935 foi a 16º edição da divisão principal do campeonato estadual do Maranhão. O campeão foi o Tupan que conquistou seu 2º título na história da competição. O artilheiro do campeonato foi Mascote, jogador do Sampaio Corrêa, com 21 gols marcados.

## Premiação
| Campeonato Maranhense de 1935 |
| São Luís                      |
| ----------------------------- |
| Tupan Campeão (2º título)     |